# Emmesomyia auricollis
Emmesomyia auricollis är en tvåvingeart som beskrevs av Stein 1918. Emmesomyia auricollis ingår i släktet Emmesomyia och familjen blomsterflugor. Inga underarter finns listade i Catalogue of Life.